# Нетушково
Нетушково (пол. Nietuszkowo, нім. Nikolskowo) — село в Польщі, у гміні Ходзеж Ходзезького повіту Великопольського воєводства.
Населення — 347 осіб (2011).
У 1975-1998 роках село належало до Пільського воєводства.

## Демографія
Демографічна структура станом на 31 березня 2011 року:
|          | Загалом | Допрацездатний вік | Працездатний вік | Постпрацездатний вік |
| -------- | ------- | ------------------ | ---------------- | -------------------- |
| Чоловіки | 177     | 37                 | 126              | 14                   |
| Жінки    | 170     | 34                 | 105              | 31                   |
| Разом    | 347     | 71                 | 231              | 45                   |